# Saison 1965-1966 de la LAH
Saison précédente Saison suivante
La saison 1965-1966 de la Ligue américaine de hockey est la 30e saison de la ligue. Neuf équipes jouent chacune 72 matchs en saison régulière.
Les Americans de Rochester remportent leur deuxième coupe Calder consécutive.

## Saison régulière

### Classement
| Clt   | Équipe                 | PJ | V  | D  | N | BP  | BC  | Pts |
| ----- | ---------------------- | -- | -- | -- | - | --- | --- | --- |
| +001, | As de Québec           | 72 | 47 | 21 | 4 | 337 | 226 | 98  |
| +002, | Bears de Hershey       | 72 | 37 | 30 | 5 | 268 | 232 | 79  |
| +003, | Indians de Springfield | 72 | 31 | 38 | 3 | 207 | 235 | 65  |
| +004, | Clippers de Baltimore  | 72 | 27 | 43 | 2 | 212 | 254 | 56  |
| +005, | Reds de Providence     | 72 | 20 | 49 | 3 | 184 | 310 | 43  |

| Clt   | Équipe                 | PJ | V  | D  | N | BP  | BC  | Pts |
| ----- | ---------------------- | -- | -- | -- | - | --- | --- | --- |
| +001, | Americans de Rochester | 72 | 46 | 21 | 5 | 288 | 221 | 97  |
| +002, | Barons de Cleveland    | 72 | 38 | 32 | 2 | 243 | 217 | 78  |
| +003, | Hornets de Pittsburgh  | 72 | 38 | 33 | 1 | 236 | 218 | 77  |
| +004, | Bisons de Buffalo      | 72 | 29 | 40 | 3 | 215 | 243 | 61  |

- En gras : qualifiés pour les séries

### Meilleurs pointeurs
| Joueur          | Équipe                 | PJ | B  | A  | Pts | Pun |
| --------------- | ---------------------- | -- | -- | -- | --- | --- |
| Dick Gamble     | Americans de Rochester | 71 | 47 | 51 | 98  | 22  |
| Cleland Mortson | As de Québec           | 65 | 33 | 62 | 95  | 56  |
| Gerry Ehman     | Americans de Rochester | 70 | 39 | 49 | 88  | 28  |
| Jim Pappin      | Americans de Rochester | 63 | 36 | 51 | 87  | 116 |
| Bob Courcy      | Barons de Cleveland    | 72 | 26 | 60 | 86  | 10  |
| Gene Ubriaco    | Bears de Hershey       | 72 | 42 | 44 | 86  | 18  |
| Mike Walton     | Americans de Rochester | 68 | 35 | 51 | 86  | 67  |
| Gord Labossiere | As de Québec           | 63 | 31 | 51 | 82  | 137 |
| Wayne Hicks     | As de Québec           | 72 | 32 | 49 | 81  | 24  |
| Gerry Melnyk    | Bisons de Buffalo      | 69 | 18 | 61 | 79  | 10  |

## Séries éliminatoires
Les trois premiers de chaque division sont qualifiés. Les matchs des séries sont organisés ainsi :
- La série entre les deux premières équipes de chaque division se joue au meilleur des sept matchs. Le vainqueur est qualifié directement pour la finale qui se joue également au meilleur des sept matchs.
- Le deuxième et le troisième de chaque division s'affrontent au meilleur des 5 matchs. Les vainqueurs se rencontrent ensuite à nouveau au meilleur des 5 matchs. Le gagnant dispute la finale[3].

### Tableau
|  | Premier tour | Premier tour | Premier tour   | Premier tour |             |             | Deuxième tour | Deuxième tour | Deuxième tour | Deuxième tour |  |  | Finale | Finale | Finale | Finale |
|  |              |              |                |              |             |             |               |               |               |               |  |  |        |        |        |        |
|  |              |              |                |              |             |             |               |               |               |               |  |  |        |        |        |        |
|  |              |              |                |              |             |             |               |               |               |               |  |  |        |        |        |        |
|  | Québec       | Québec       | 2              | 2            |             |             |               |               |               |               |  |  |        |        |        |        |
|  | Québec       | Québec       | 2              | 2            |             |             |               |               |               |               |  |  |        |        |        |        |
|  | Rochester    | Rochester    | 4              | 4            |             |             |               |               |               |               |  |  |        |        |        |        |
|  | Rochester    | Rochester    | 4              | 4            | Rochester   |             |               |               |               |               |  |  |        |        |        |        |
|  |              |              |                |              |             |             |               |               |               |               |  |  |        |        |        |        |
|  |              |              | Laissez-passer |              |             |             |               |               |               |               |  |  |        |        |        |        |
|  |              |              |                |              |             |             |               |               |               |               |  |  |        |        |        |        |
|  |              |              |                |              |             |             |               |               |               |               |  |  |        |        |        |        |
|  |              |              |                |              |             |             |               |               |               |               |  |  |        |        |        |        |
|  | Rochester    | Rochester    | 4              | 4            |             |             |               |               |               |               |  |  |        |        |        |        |
|  | Rochester    | Rochester    | 4              | 4            |             |             |               |               |               |               |  |  |        |        |        |        |
|  |              |              | Cleveland      | Cleveland    | 2           | 2           |               |               |               |               |  |  |        |        |        |        |
|  | Hershey      | Hershey      | Cleveland      | Cleveland    | 2           | 2           | 0             | 0             |               |               |  |  |        |        |        |        |
|  | Hershey      | Hershey      |                |              |             |             |               |               |               |               |  |  |        |        |        |        |
|  | Springfield  | Springfield  | 3              | 3            |             |             |               |               |               |               |  |  |        |        |        |        |
|  | Springfield  | Springfield  | 3              | 3            | Springfield | Springfield | 0             | 0             |               |               |  |  |        |        |        |        |
|  |              |              |                |              | Springfield | Springfield | 0             | 0             |               |               |  |  |        |        |        |        |
|  |              |              | Cleveland      | Cleveland    | 3           | 3           |               |               |               |               |  |  |        |        |        |        |
|  | Cleveland    | Cleveland    | Cleveland      | Cleveland    | 3           | 3           | 3             | 3             |               |               |  |  |        |        |        |        |
|  | Cleveland    | Cleveland    |                |              |             |             |               | 3             |               |               |  |  |        |        |        |        |
|  | Pittsburgh   | Pittsburgh   | 0              | 0            |             |             |               |               |               |               |  |  |        |        |        |        |
|  | Pittsburgh   | Pittsburgh   | 0              | 0            |             |             |               |               |               |               |  |  |        |        |        |        |
|  |              |              |                |              |             |             |               |               |               |               |  |  |        |        |        |        |

## Trophées

### Trophées collectifs
| Coupe Calder : Vainqueurs des séries                       | Americans de Rochester |
| Trophée F.-G.-« Teddy »-Oke : Champions de la division Est | As de Québec           |
| Trophée John-D.-Chick : Champions de la division Ouest     | Americans de Rochester |

### Trophées individuels
| Trophée Les-Cunningham : Meilleur joueur de la saison                                 | Dick Gamble (Americans de Rochester) |
| Trophée John-B.-Sollenberger : Meilleur pointeur                                      | Dick Gamble (Americans de Rochester) |
| Trophée Dudley-« Red »-Garrett : Meilleure recrue                                     | Mike Walton (Americans de Rochester) |
| Trophée Eddie-Shore : Meilleur défenseur de la saison                                 | Jim Morrison (As de Québec)          |
| Trophée Harry-« Hap »-Holmes : Gardien ayant la plus petite moyenne de buts encaissés | Les Binkley (Barons de Cleveland)    |